# Filmová filharmonie
Filmová filharmonie, neboli Filmharmonie je profesionální symfonický orchestr, který se věnuje především interpretaci filmové hudby na koncertních podiích. Vznikla roku 2013 jako těleso sdružující studenty a absolventy středních a vysokých hudebních škol. Vystupuje ve více než šedesátičlenném obsazení.

## Historie
Filmová filharmonie byla založena jako občanské sdružení roku 2013 současným ředitelem Matějem Lehárem, produkční Anetou Jonešovou a Klárou Herdovou. Orchestr zahájil své působení koncertem v sále Pražské konzervatoře v dubnu roku 2014 s tematickým programem Western night. Šéfdirigentem Filmharmonie je Chuhei Iwasaki, který se podílí na realizaci tematických koncertů. V první sezóně se orchestr podílel na realizaci projektu Vesmírná odysea pod záštitou festivalu Skrz na skrz, hostujícím dirigentem byl Marek Šedivý. Druhá koncertní sezóna Filmové filharmonie se nesla v duchu Fantasy. Filmharmonie vystoupila v Praze a Hradci Králové v listopadu roku 2014. Vystoupí v Ostravě 25. dubna 2015.
Filmová filharmonie se věnuje především filmové hudbě, pro svou produkci si však vybírá i díla dalších hudebních skladatelů.

## Dirigenti orchestru
- Chuhei Iwasaki - šéfdirigent
- Marek Šedivý
- Josef Kurfiřt